# Monoptya leucobasis
Monoptya leucobasis är en fjärilsart som beskrevs av George Francis Hampson 1904. Monoptya leucobasis ingår i släktet Monoptya och familjen nattflyn. Inga underarter finns listade i Catalogue of Life.